# 深水黎一郎
深水 黎一郎（ふかみ れいいちろう、1963年2月13日 -）は、日本の小説家・推理作家。山形県山形市生まれ。山形県立山形東高等学校、慶應義塾大学文学部卒、同大学院後期博士課程単位取得退学（仏文学専攻）。在学中に仏政府給費留学生としてフランスに留学。ブルゴーニュ大学修士号取得、パリ第12大学博士課程研究専門課程（DEA）修了。

## 経歴
2007年に『ウルチモ・トルッコ』で第36回メフィスト賞を受賞し作家デビュー。「ウルチモ・トルッコ」とはイタリア語（あるいはスペイン語）で「究極のトリック」を意味する言葉で、ミステリー界に最後に残った不可能トリックである「読者が犯人」に挑戦した意欲作であり、島田荘司も深水の小説を「この被害者を殺した犯人は、ぼくだった。（中略）誰もが気づかなかった方法。このジャンルの、文句なくナンバーワン」と激賞している 。この作品は文庫化の際に『最後のトリック』に改題されてベストセラーとなり、2019年にはマイナビ主催の全国高校生ビブリオバトルでグランドチャンプ本となった。
翌2008年に発表した『エコール・ド・パリ殺人事件』（講談社）は、その年の『本格ミステリベスト10』（原書房・以下本ミスと記述）で9位にランクインし、同年発表の3作目『トスカの接吻』（講談社）は、『2009本格ミステリーワールド』（南雲堂）の中の「読者に勧める黄金の本格」に選出された。
2009年発表の4作目『花窗玻璃 シャガールの黙示』（講談社）は、フランスのランス大聖堂を舞台としながらその大部分を占める作中作の本文中で、カタカナを一切使用しなかった。ちなみに花窗玻璃とはステンドグラスのことであり、作中には紋中紋の技法も用いられている。本ミスでは、ワセダミステリクラブの投じた一位票が集計に間に合わず無効になるなどの影響もあって21位にとどまったが、読者投票では3位を獲得、第10回本格ミステリ大賞の最終候補作にもノミネートされた。同年の黄金の本格にも選出されている。
2010年は『五声のリチェルカーレ』（東京創元社）、『ジークフリートの剣』（講談社）と音楽をモチーフにした二冊を発表、本ミスの作家別得票数で7位を獲得した。2011年に「人間の尊厳と八〇〇メートル」で第64回日本推理作家協会賞（短編部門）を受賞。同年秋、受賞作を含む第一短篇集を発表した。
2016年刊の『ミステリー・アリーナ』（原書房）は「多重解決の極北」の売り文句に恥じず、一つの事件に対して15通りの解決を示した問題作で、同年の『本格ミステリベスト10』で1位を獲得、作家別得票ランキングでも第1位となった。
2017年はデビュー10周年を記念して3月から5月にかけて3ヶ月連続新刊を刊行、それぞれ青春小説、野球小説、音楽ミステリー集と多種多様な作品だったため大きな話題となった。
趣味はピアノ演奏、ドイツ歌曲の弾き語り。2018年から日本推理作家協会賞の選考委員を務めている。

## 文学賞受賞・候補歴
- 2007年 - 『ウルチモ・トルッコ』で第36回メフィスト賞受賞。
- 2010年 - 『花窗玻璃 シャガールの黙示』で第10回本格ミステリ大賞（小説部門）候補[7]。
- 2011年 - 「人間の尊厳と八〇〇メートル」で第64回日本推理作家協会賞（短編部門）受賞。
- 2015年 - 『大癋見警部の事件簿』で第15回本格ミステリ大賞（評論・研究部門）候補[8]。
- 2016年 - 『ミステリー・アリーナ』で第16回本格ミステリ大賞（小説部門）候補[9]。
- 2019年 - 『美人薄命』で第15回酒飲み書店員大賞受賞

## ミステリ・ランキング

### 週刊文春ミステリーベスト10
- 2011年 - 『人間の尊厳と八〇〇メートル』16位
- 2015年 - 『ミステリー・アリーナ』 4位

### このミステリーがすごい！
- 2010年 - 『五声のリチェルカーレ』27位
- 2014年 - 『美人薄命』12位
- 2016年 - 『ミステリー・アリーナ』6位

### 本格ミステリ・ベスト10
- 2009年 - 『エコール・ド・パリ殺人事件』9位
- 2010年 - 『花窗玻璃 シャガールの黙示』21位
- 2011年 - 『ジークフリートの剣』15位、『五声のリチェルカーレ』22位
- 2012年 - 『人間の尊厳と八〇〇メートル』19位
- 2014年 - 『美人薄命』17位
- 2015年 - 『大癋見警部の事件簿』18位、『世界で一つだけの殺し方』24位
- 2016年 - 『ミステリー・アリーナ』 1位
- 2017年 - 『倒叙の四季 破られたトリック』10位
- 2018年 - 『虚像のアラベスク』17位
- 2019年 - 『犯人選挙』14位

### ミステリが読みたい!
- 2015年 - 『大癋見警部の事件簿』16位
- 2016年 - 『ミステリー・アリーナ』 3位
- 2017年 - 『倒叙の四季 破られたトリック』13位

### 黄金の本格ミステリー
- 2009年 - 『トスカの接吻』選出
- 2010年 - 『花窗玻璃 シャガールの黙示』選出
- 2015年 - 『大癋見警部の事件簿』選出
- 2016年 - 『ミステリー・アリーナ』選出
- 2017年 - 『倒叙の四季 破られたトリック』選出

## 作品リスト

### 単行本
- ウルチモ・トルッコ 犯人はあなただ！（2007年4月 講談社ノベルス）
  - 【改題】最後のトリック（2014年10月 河出文庫）
- エコール・ド・パリ殺人事件 レザルティスト・モウディ（2008年2月 講談社ノベルス / 2011年5月 講談社文庫）
- トスカの接吻 オペラ・ミステリオーザ（2008年8月 講談社ノベルス / 2012年11月 講談社文庫）
- 花窗玻璃 シャガールの黙示（2009年9月 講談社ノベルス）
  - 【改題】花窗玻璃 天使たちの殺意（2015年10月 河出文庫）
- 五声のリチェルカーレ（2010年1月 創元推理文庫）
  - 収録作品：五声のリチェルカーレ / シンリガクの実験
- ジークフリートの剣（2010年9月 講談社 / 2013年10月 講談社文庫）
- 人間の尊厳と八〇〇メートル（2011年9月 東京創元社 / 2014年2月 創元推理文庫）
  - 収録作品：人間の尊厳と八〇〇メートル / 北欧二題 / 特別警戒態勢 / 完全犯罪あるいは善人の見えない牙 / 蜜月旅行 LUNE DE MIEL
- 言霊たちの夜（2012年5月 講談社）
  - 【改題】言霊たちの反乱（2015年8月 講談社文庫）
    - 収録作品：漢は黙って勘違い / ビバ日本語！ / 鬼八先生のワープロ / 情緒過多涙腺刺激性言語免疫不全症候群
- 美人薄命（2013年3月 双葉社 / 2016年4月 双葉文庫）
- 世界で一つだけの殺し方（2013年12月 南雲堂 / 2017年4月 講談社文庫）
  - 収録作品：不可能アイランドの殺人 / インペリアルと象
- テンペスタ 天然がぶり寄り娘と正義の七日間（2014年4月 幻冬舎）
  - 【改題】テンペスタ 最後の七日間（2016年10月 幻冬舎文庫）
- 大癋見（おおべしみ）警部の事件簿（2014年9月 光文社 / 2016年10月 光文社文庫）
  - 収録作品：国連施設での殺人 / 耶蘇聖誕祭の夜の殺人 / 現場の見取り図 / 逃走経路の謎 / 名もなき登場人物たち / 図像学と変形タイイング・メッセージ / テトロドトキシン連続毒殺事件 / この中の一人が / 宇宙航空研究開発機構（JAXA）での殺人 / 薔薇は語る / 青森キリストの墓殺人事件
- ミステリー・アリーナ（2015年6月 原書房 ミステリー・リーグ / 2018年6月 講談社文庫）
- 倒叙の四季 破られたトリック（2016年4月 講談社ノベルス / 2019年3月 講談社文庫）
  - 収録作品：春は縊殺　やうやう白くなりゆく顔いろ / 夏は溺殺　月の頃はさらなり / 秋は刺殺　夕日のさして血の端（は）いと近くなりたるに / 冬は氷密室で中毒殺　雪の降りたるは言ふべきにもあらず
- 大癋見警部の事件簿リターンズ 大癋見vs.芸術探偵（2016年9月 光文社 / 2020年4月 光文社文庫）
  - 収録作品：盗まれた逸品の数々 / 指名手配は交ぜ書きで / 大癋見警部殺害未遂事件 / ピーター・ブリューゲル父子真贋殺人事件 / とある音楽評論家の、註釈の多い死
- 少年時代（2017年3月 ハルキ文庫）
- 午前三時のサヨナラ・ゲーム（2017年4月 ポプラ社）
- ストラディヴァリウスを上手に盗む方法（2017年5月 河出書房新社）
  - 【改題】最高の盗難 音楽ミステリー集（2020年5月 河出文庫）
- 虚像のアラベスク（2018年3月 KADOKAWA / 2021年5月 角川文庫）
- 第四の暴力（2019年4月 光文社 / 2023年1月 光文社文庫）
- 犯人選挙（2019年9月 講談社）
  - 【改題】マルチエンディング・ミステリー（2023年12月 講談社文庫）
- 詩人の恋（2020年9月 KADOKAWA）
- 名画小説（2021年8月 河出書房新社）
- 真贋（2024年5月 星海社FICTIONS）

### アンソロジー
「」内が深水黎一郎の作品
- ミステリ・オールスターズ（2010年9月 角川書店 / 2012年9月 角川文庫）「完全犯罪あるいは善人の見えない牙」
- ザ・ベストミステリーズ 2011 推理小説年鑑（2011年7月 講談社）「人間の尊厳と八〇〇メートル」
  - 【分冊・改題】Shadow 闇に潜む真実 ミステリー傑作選（2014年11月 講談社文庫）
- ザ・ベストミステリーズ 2012 推理小説年鑑（2012年7月 講談社）「現場の見取り図」
  - 【分冊・改題】Question 謎解きの最高峰 ミステリー傑作選（2015年11月 講談社文庫）
- 奇想博物館（2013年12月 光文社 / 2017年5月 光文社文庫）「シンリガクの実験」
- ベスト本格ミステリ2016（2016年6月 講談社ノベルス）「秋は刺殺 夕日のさして血の端いと近うなりたるに」
- ナゴヤドームで待ちあわせ（2016年7月 ポプラ社）「もうひとつの10・8」
- 宝石ザミステリー Red（2016年8月 光文社）「生存者一名」
- 宝石ザミステリー Blue（2016年12月 光文社）「適用者一名」
- 謎々 将棋・囲碁（2018年2月 角川春樹事務所）「7五歩の悲願」
- Day to Day（2021年3月 講談社）「2020年4月14日の大癋見警部」

### 共著
- 人狼作家（2015年10月 原書房）

### 単著未収録短編
- 或る華格納愛好家（ワグネリアン）の戀（日本ワーグナー協会編『ワーグナーシュンポシオン2013』2013年7月刊行）
- おもちゃ箱奇譚（東京創元社『ミステリーズ！』 vol.62 DECEMBER 2013）

### 論考・エッセイ
- ミステリーズ・バー 登場人物に何を飲ませるか？（『ミステリーズ！』vol.32 DECEMBER 2008）
- 野球詩人 鈴木タカマサ（文藝春秋『オール讀物』2011年7月号）
- 芸術ミステリー、その蹉跌と愉楽（南雲堂『本格ミステリー・ワールド2012』2011年12月）
- 拡大か縮小か（原書房『本格ミステリ・ディケイド300』2012年6月）
- ジョン・バルビローリ――不世出の《非》カリスマ（音楽之友社『黄金時代のカリスマ指揮者たち』2012年8月）
- 残っていて欲しかった名画・西洋篇（講談社『群像』2012年10月）
- ヤワネタ（山形新聞、2013年8月より隔月連載）
- 艦これ声優論　声の宝物庫としての『艦これ』（河出書房新社『声優論 アニメを彩る女神たち』2015年2月）

### インタビュー
- 迷宮解体新書（早川書房『ミステリマガジン』2010年3月号）
- 『エコール・ド・パリ殺人事件』文庫化記念インタビュー（講談社『IN★POCKET』2011年5月号）
- クローズアップインタビュー『人間の尊厳と八〇〇メートル』（光文社『ジャーロ』2011年秋冬号）
- 著者は語る（文藝春秋『週刊文春』2011年11月2日号）
- MAN OF THE YEAR 2011（原書房『2012本格ミステリ・ベスト10』2011年12月）
- 「伏線」と「驚き」があれば、おきまりの道具立てでなくていい（南雲堂『本格ミステリー・ワールド2014』2013年12月）※天祢涼との対談

### 講演
- ミステリー作家の語るワーグナー（2011年12月、日本ワーグナー協会東京例会　ワーグナー・ゼミナール）
- ミステリー的オペラ鑑賞術（2023年１０月、日比谷図書文化館　日比谷オペラ塾）

## 作風
非常に多彩な作風を誇っているが、いくつかの枠に分類することができる。
1. ミステリーの限界に挑戦するもの
「読者が犯人」に挑戦した『ウルチモ・トルッコ』（改題『最後のトリック』）や、多重解決の限界（15重解決）に挑んだ『ミステリーアリーナ』など
2. 芸術探偵シリーズ
芸術探偵、神泉寺瞬一郎が活躍するシリーズ。『エコール・ド・パリ殺人事件』『トスカの接吻』『花窗玻璃』など
3. 一般小説に擬態したミステリー
一読すると普通の小説であるが、実はミステリーになっているもの。『美人薄命』『ジークフリートの剣』（これは芸術探偵シリーズでもある）など
4. ユーモア小説、またそれに謎解き要素をプラスしたもの
『大癋見警部の事件簿』『テンペスタ』『言霊たちの反乱』など

## 人物・思想
保守の立場からの政治的意見の表明をしばしば行っており、2011年のフジテレビ騒動に際しては自らTwitterでフジテレビ批判派を支持するツイートを積極的に発信した。深水は一連の騒動を「民主党政権（当時）が日本人以外の利益を図るかのような政治を行い、マスコミが韓国を特別扱いする偏向報道を流す中で、日本を日本人の手に取り戻そうとする一般人が行った『日本レコンキスタ運動』の一環であり、フジテレビ抗議デモ（フジデモ）は『愛国心の象徴』である」と述べた。
またテレビ・新聞などの既存メディアを「世論誘導やブーム捏造ばかりで自分たちに都合の悪いことは報じない」と批判する一方で、フジデモの発信源となったインターネットについては「まだまだ未熟でデマも多いが、真実を瞬時に伝えてくれる」「ネットは情報ソースの呈示を常に求められるので、ソースのあやふやな情報は自然に止まる」と論じ、既存メディアに対抗し得るものとして評価している。
擬人化した大日本帝国海軍の艦艇（軍艦）を集めて育成するブラウザゲーム「艦隊これくしょん -艦これ-」のプレイヤーである。山形新聞に寄稿している連載コラムで同ゲームを紹介した際には、キャラクターやイベントに史実を散りばめている点を大きな魅力として挙げている。また自分が学生の頃は靖国神社の遊就館に展示されているゼロ戦の話をするだけで右翼扱いされたが、今は学生が艦これに絡めて史実の戦艦や戦争の話をするようになっており隔世の感があると述べ、このゲームは「フラットな歴史観」を持たせるきっかけになるかもしれないと論じている。